# 蜡版印刷术
蜡版印刷术是发明于宋朝绍圣元年的一种代替雕版印刷的快速印刷术。虽然清代文献中没有关于这项技的记载，但外国同时期文献中却有不少的记录；例如法国人戈罗西于1788年所著的《中国通史》中记载了清代流行蜡版印刷的情形。后来英国伦敦会传教士米怜、美国传教士裨治文、卫三畏等人都记述了清代广州流行蜡板印刷的史料。根据外国文献记录可知蜡版印刷术的概貌：
- 将蜂蜡和松香溶化混合，
- 均匀地涂在平整的木片上，待蜡凝结成坚硬后成为蜡版；
- 用铁笔在蜡版上刻字
- 将若干已刻字的蜡版拼成整块
- 将油墨和菜油混合成为印油，均匀地刷在已刻的蜡版上
- 将白纸铺在土墨蜡版上印刷
- 重复印刷所需数量
- 将蜡版刮平，以备后用。

蜡版印刷比雕版印刷快捷简便，但印刷字体不如雕版印刷清晰。